# Картографическая визуализация
Картографическая визуализация — это процесс превращения абстрактной информации в понятную и упорядоченную форму, которая позволяет легче и эффективнее усваивать и запоминать предоставленные данные. Используя картографическую визуализацию, можно создать наглядные и понятные схемы, графики, диаграммы и карты, которые помогают проанализировать данные и выделить важную информацию.